# Milton (West Dunbartonshire)
Milton (veraltet auch Milton of Colquhoun) ist ein Dorf in West Dunbartonshire in Schottland.
Milton liegt etwa einen Kilometer östlich von Dumbarton an der A82, die Glasgow über Fort William mit Inverness verbindet.
Ursprünglich lagen zwei Grundschulen auf dem langen Weg zum Overtoun House auf der Hauptstraße nach Glasgow, die heute geschlossen sind, in dem Dorf. Es ist nicht bekannt, wann die zweite Schule (auf der Straße nach Ouvertun) betrieben oder geschlossen wurde, obwohl dies wahrscheinlich im 19. oder Anfang des 20. Jahrhunderts geschah, da die Architektur des Hauses in diese Zeit passt. Milton hat auch ein SSPCA-Tierheim. Es ist auch der Sitz des Steinbruchbetriebs Dumbuck Quarry, der einen Großteil von Dumbuck Hill abgebaut hat.
Bekannt ist Milton vor allem wegen des ehemaligen Wohnhauses des Rennfahrers Jackie Stewart. Seine Familie leitete eine Autowerkstatt im Dorf. Ein weiterer Einheimischer ist das Fliegerass Ian Napier.